# Galumnidae
Galumnidae är en familj av kvalster. Enligt Catalogue of Life ingår Galumnidae i överfamiljen Galumnoidea, ordningen Sarcoptiformes, klassen spindeldjur, fylumet leddjur och riket djur, men enligt Dyntaxa är tillhörigheten istället ordningen kvalster, klassen spindeldjur, fylumet leddjur och riket djur. Enligt Catalogue of Life omfattar familjen Galumnidae 420 arter. 

## Dottertaxa till Galumnidae, i alfabetisk ordning[1][2]
- Acrogalumna
- Aegyptogalumna
- Africogalumna
- Allogalumna
- Carinogalumna
- Centroribates
- Cryptogalumna
- Cuspidogalumna
- Dicatozetes
- Didymonycha
- Dimidiogalumna
- Disparagalumna
- Flagellozetes
- Galumna
- Globogalumna
- Heterogalumna
- Kinezogalumna
- Kunstogalumna
- Leptogalumna
- Neogalumna
- Notogalumna
- Orthogalumna
- Pergalumna
- Pilizetes
- Pilogalumna
- Psammogalumna
- Rostrogalumna
- Sacculogalumna
- Setogalumna
- Sphaerogalumna
- Stictozetes
- Taeniogalumna
- Trichogalumna
- Trichogalumnella
- Vaghia
- Xenogalumna